# Mitologia jueva

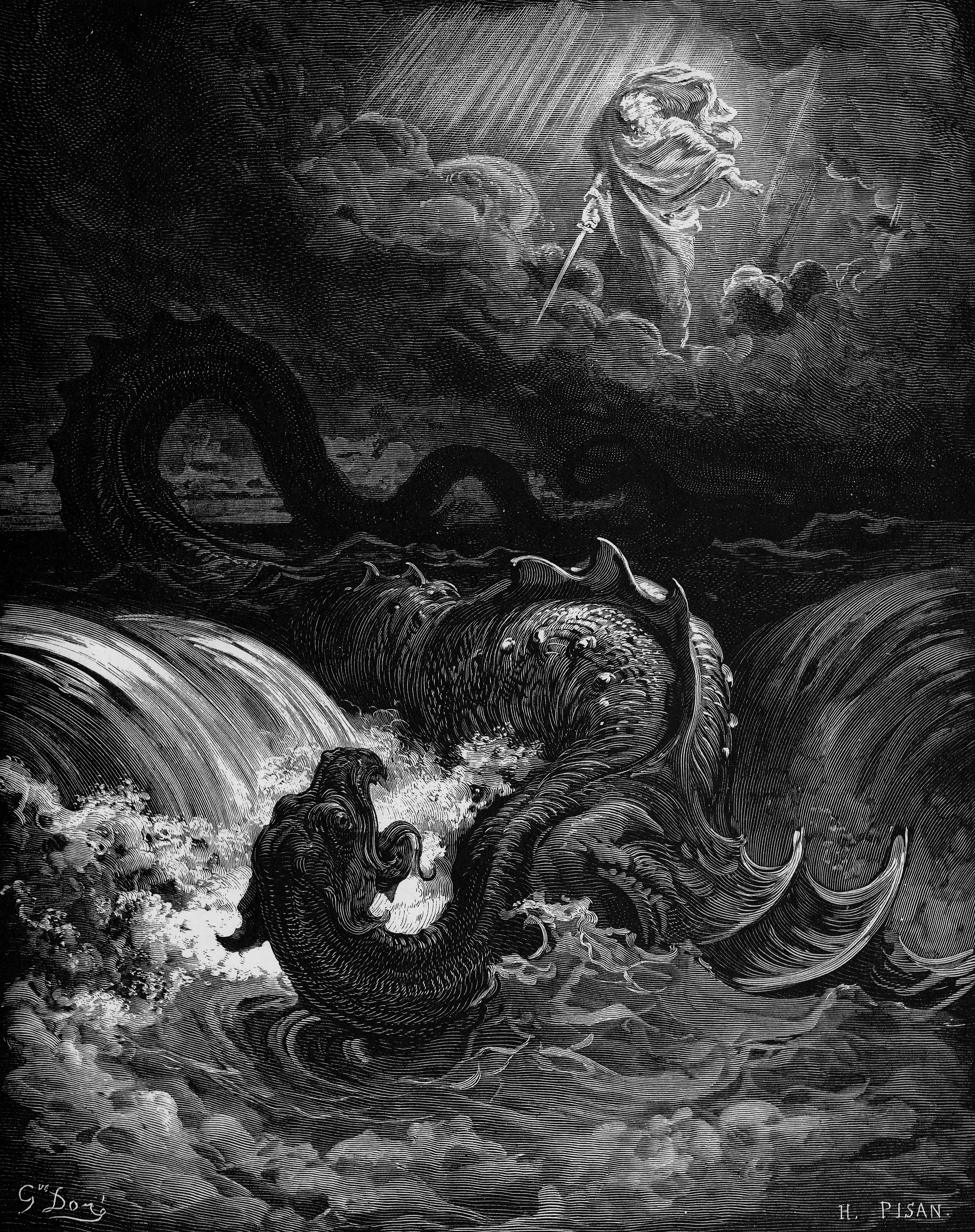
La destrucció de Leviatan, 1865 per Gustave Doré. El monstre marí s'esmenta sis vegades en la Bíblia Hebrea.

La mitologia jueva és un important element literari del cos de folklore que es troba als textos sagrats i en la transmissió oral, que ajuden a explicar i simbolitzen la cultura jueva i el judaisme. Elements de la mitologia jueva han tingut una profunda influència en la mitologia cristiana i en la mitologia islàmica, així com en la cultura del món en general. La mitologia cristiana hereta directament amb molts dels relats del poble jueu, compartint en comú les narratives de l'Antic Testament. La mitologia islàmica també en comparteix moltes de les mateixes històries; per exemple, el mite de la creació espaiat en més o menys sis períodes, la llegenda d'Abraham, les històries de Moisès, de les tribus d'Israel, i moltes altres.

## Tanakh
La mitologia jueva conté similituds amb els mites d'altres cultures de l'Orient Mitjà. Els antics hebreus sovint van participar en les pràctiques religioses dels seus veïns, adorar altres déus junt amb Jehovà. Aquestes religions paganes eren formes de culte a la natura: les seves deïtats tenien personificacions de fenòmens naturals com ara tempestes o la fertilitat. A causa del seu culte a la natura, Mircea Eliade es va expressar, sobre el paganisme oriental com «mitologies riques i dramàtiques», amb «déus forts i dinàmics» i «divinitats orgiàstiques».
Els profetes bíblics, incloent Isaïes, Ezequiel i Jeremies, tenien un concepte del diví que diferia significativament de les religions de la natura. Segons la mitologia jueva, les seves vides estaven plenes de miracles, senyals i visions de Déu que mantenien viva la mitologia jueva, cada vegada més gran i diferent de les mitologies paganes dels seus veïns. En lloc de veure el Déu d'Israel com un sol déu nacional, aquests profetes ho van veure com l'únic Déu de tot l'univers.

Els profetes condemnaven la participació dels hebreus al culte de la natura, i es van negar a identificar completament el diví en les forces naturals. Així, es van posar les bases per a una nova espècie de mitologia -una mitologia que oferia un sol Déu que existia més enllà del món natural-. A diferència de Dumuzi, que mor i reviu junt amb la vegetació, el Déu dels profetes hebreus està més enllà de la natura, per tant, no està vinculat als ritmes naturals:
| « | Quan els déus babilònics estaven dedicats en una batalla contínua contra les forces del caos, i necessitaven els rituals de la festa del Cap d'Any per restaurar les seves energies, el Senyor pot simplement descansar al setè dia, la seva obra completa. | » |

Gràcies a la influència dels profetes, la mitologia jueva retrata cada vegada més a Déu com al marge de la natura i d'actuar de forma independent de les forces naturals. D'una banda, això va produir una mitologia que era, en un sentit, més complexa. En lloc de repetir eternament un cicle estacional dels actes, el Senyor es va parar fora de la natura i ha intervingut en ella, produint nous esdeveniments històrics sense precedents:
| « | Això va ser teofania d'un nou tipus, fins al moment desconeguda, la intervenció de Yahveh a la història, per tant, era una cosa irreversible i irrepetible... Caiguda de Jerusalem no es repeteix la caiguda de Samària la ruïna de Jerusalem presenta una nova teofania històrica. […] Yahveh es destaca del món de les abstraccions, dels símbols i les generalitats, actua a la història i entra en relació amb els éssers històrics reals. | » |

## Talmud

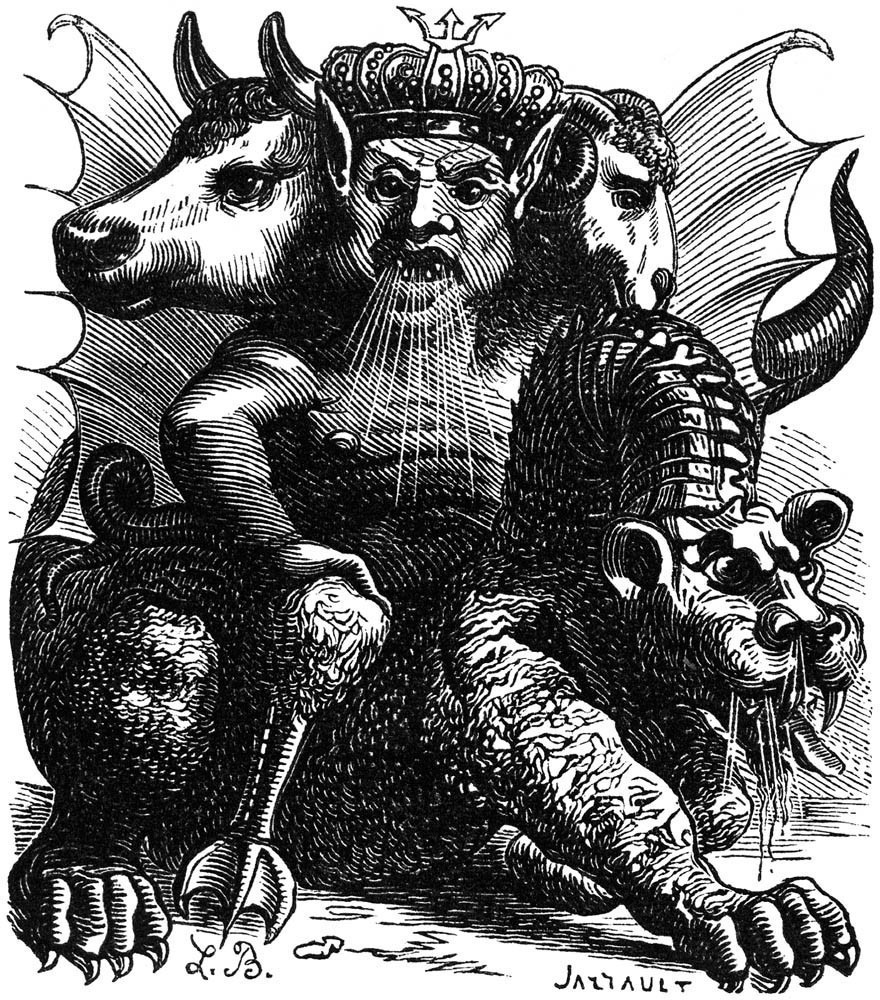
Asmodeus, dimoni de la mitologia jueva

La tendència jueva a adoptar les pràctiques paganes dels seus veïns, malgrat] haver estat denunciada pels profetes, va tornar amb força durant el període talmúdic. Tanmateix, tot just hi va haver adopció de mites durant els períodes talmúdic i midràshic, quan va començar l'emergència del misticisme en les escoles cabalístiques. Un aspecte va ser l'aparició dels Shedim, dimonis que es van convertir en omnipresents per als jueus,sobretot després de la invenció de la impremta, que va permetre a la major part del poble jueu l'accés a l'estudi del Talmud.
Alguns rabins arribaven a compartir aquestes creences populars. Existeix un catàleg de predicció a través dels somnis en Ber. (55 et seq.) i el rabí Johanan afirmava que aquests somnis eren autèntics si eren somniats al matí o per altres sobre nosaltres o repetits.Rabbi Meïr declara que els somnis ni ajuden ni fereixen.
Un exemple de típica mitologia en el Talmud (חולין נט ע"ב - ע"ב, Chullin 59b) apareix a una discussió sobre un cérvol i un lleó gegant procedents tots dos d'un bosc mític anomenat Dvei Ilai. El cérvol rep el nom de keresh i el lleó el de tigris, i es diu que el lleó era tan gran que entre els lòbuls del seu pulmó hi havia 9 peus (2,70 metres) de distància. Segons el propi text, l'emperador romà Hadrià va demanar una vegada a un rabí que l'ensenyés aquest lleó, ja que tots els lleons podien matar-se, però el rabí es va negar, afirmant que aquest no era un lleó normal. El Cèsar va insistir, així que el rabí va cridar al lleó Dvei Ilai. El lleó va rugir des d'una distància de 400 «amot» i les muralles de Roma es van estremir. Va avançar aleshores 300 «amot» i va tornar a rugir i les incisives i els queixals dels romans van caure. La història no pot interpretar-se literalment, però és un típic exemple d'una sèrie d'històries mitològiques trobades al Talmud i que són una font comuna per a l'exègesi jueva.
Les autoritats del Talmud semblen estar particularment influïdes per la concepció popular en el cas de la medicina popular. La creença en el mal d'ull estava molt estesa en l'època talmúdica i era habitual la creença en les profecies, encara que de vegades es reconeixia el seu mer caràcter de creences populars. Així, mentre s'afirma que porta mala sort fer les coses dues vegades, com dinar, beure o rentar, Rabbi Dunai reconeixia que aquesta era una tradició antiga. Una important qüestió esmentada en el Talmud és la de plantar arbres per celebrar naixements i entrellaçar-los per formar una carbassa rodona quan es casen. Aquesta tradició té orígens perses i és coneguda igualment a l'Índia.